# Madagaskar-Mangusten

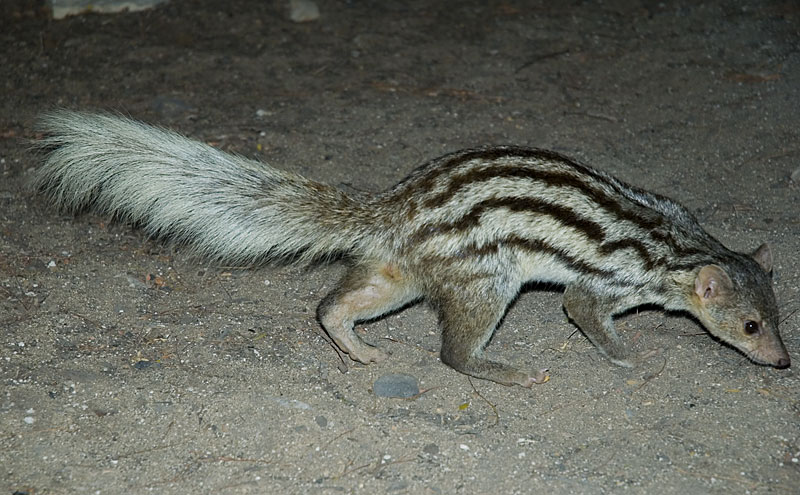
Großer Breitstreifenmungo (Galidictis grandidieri)

Die Madagaskar-Mangusten (Galidiinae) sind eine auf Madagaskar endemische Unterfamilie der Madagassischen Raubtiere (Eupleridae). Sie umfassen sechs Arten in vier Gattungen.

## Merkmale
Madagaskar-Mangusten erreichen eine Kopfrumpflänge von 26 bis 48 Zentimetern, eine Schwanzlänge von 16 bis 33 Zentimetern und ein Gewicht von 500 bis 1700 Gramm. Ihr Körperbau ist schlank und langgestreckt, die Beine sind kurz. Der buschige Schwanz umfasst die Hälfte bis zwei Drittel der Länge des Rumpfes. Ihr abgeflachter Schädel ist langgestreckt und mit einer spitzen Schnauze versehen. Ihr Fell ist gräulich oder braun, drei der sechs Arten weisen Längsstreifen auf.

## Verbreitung und Lebensraum
Diese Tiere sind auf Madagaskar endemisch. Ihr Lebensraum sind vorwiegend Wälder, einzig der Ringelschwanzmungo hält sich auch in Waldrandgebieten auf. Die Tiere kommen in allen Waldformen ihrer Heimatinsel vor, sowohl in den Regenwäldern der Ostküste als auch in den Laubwäldern der Westküste und den trockenen Dornwäldern im Südwesten.

## Lebensweise
Madagaskar-Mangusten halten sich meist am Boden auf, können aber gut klettern und schwimmen. Drei der Arten sind tagaktiv, die Breitstreifenmungos begeben sich jedoch vorwiegend in der Nacht auf Nahrungssuche. Als Schlafplätze dienen ihnen Erdbaue, Felshöhlen, umgestürzte Baumstämme und anderes. Das Sozialverhalten ist bei vielen Arten kaum bekannt. Es gibt Beobachtungen von einzelgängerisch oder in Familiengruppen lebenden Tieren.
Diese Tiere sind Fleischfresser, die sich sowohl von kleinen Wirbeltieren als auch Wirbellosen ernähren.

## Madagaskar-Mangusten und Menschen
In manchen Regionen haben Madagaskar-Mangusten einen schlechten Ruf, da ihnen nachgesagt wird, Geflügel zu reißen. Hauptbedrohung stellt neben der Bejagung die fortschreitende Zerstörung ihres Lebensraums dar. Mit Ausnahme des Ringelschwanzmungos sind alle Arten in ihrem Bestand gefährdet.

## Systematik
Traditionell wurden die Madagaskar-Mangusten als Unterfamilie der Mangusten (Herpestidae) geführt, denen sie im Körperbau ähneln. Nach jüngeren genetischen Untersuchungen zählen sie jedoch nicht zu dieser Familie, sondern sind Teil der neu aufgestellten Madagassischen Raubtiere (Eupleridae), die alle Raubtiere Madagaskar umfasst – neben den Madagaskar-Mangusten sind dies noch die Euplerinae (Fossa, Falanuk und Fanaloka).
Die Gruppe umfasst fünf Arten in vier Gattungen:
- Ringelschwanzmungo (Galidia elegans)
- Breitstreifenmungo (Galidictis fasciatus)
- Schmalstreifenmungo (Mungotictis decemlineata)
- Salanoia
  - Schlichtmungo (Salanoia concolor)
  - Salanoia durrelli[1]

Ob die Madagaskar-Mangusten tatsächlich monophyletisch sind, das heißt eine natürliche Verwandtschaftsgruppe bilden, ist nicht restlos geklärt. Der molekulare Befund spricht sich dafür aus, dass zumindest Ringelschwanzmungo, Breitstreifenmungos und Schmalstreifenmungo eine Gruppe eng verwandter Tiere bilden, die Stellung des Schlichtmungos ist ungeklärt.

## Belege
1. ↑  J. Durbin, S. M. Funk, F. Hawkins, D. M. Hills: Investigations into the status of a new taxon of Salanoia (Mammalia: Carnivora: Eupleridae) from the marshes of Lac Alaotra, Madagascar. Systematics and Biodiversity 8 (3), September 2010, 341–355 doi:10.1080/14772001003756751